# المنشة

تعديل مصدري - تعديل

المنشة هي إحدى حارات مدينة الرضمة بمحافظة إب، بلغ تعداد سكانها 407 نسمة حسب تعداد اليمن لعام 2004.